# Gare de Cornwall
La gare de Cornwall est une gare ferroviaire située à Cornwall. Elle sert de plaque tournante du transport dans l'Est de l'Ontario, reliant les résidents et les visiteurs à des destinations entre Toronto et Montréal, ainsi qu'à des villes plus éloignées. La gare est exploitée par Via Rail Canada et constitue un arrêt du corridor ferroviaire de passagers le plus fréquenté au Canada. Construite au milieu du XXe siècle, la gare a été récemment rénovée et comporte une salle d'attente et une billetterie. L'importance de la gare en tant que plaque tournante du transport pour la communauté a été reconnue par la ville de Cornwall, qui l'a désignée comme patrimoine.

## Situation ferroviaire
La gare est située au point milliaire 68 milles (109,4 km) de la subdivision Kingston du Canadien National, entre les gares de Brockville et de Coteau. Les trains en direction d'Ottawa empruntent la subdivision Brockville juste à l'est de la gare de Brockville, et les trains entre Ottawa et Montréal rejoignent la subdivision Kingston juste avant la gare de Coteau.

## Histoire
Fondée en 1784 par des anciens combattants du régiment de John Johnson, Cornwall était un centre administratif et un point de transbordement jusqu'à l'achèvement des canaux du haut Saint-Laurent dans les années 1840 et l'ouverture du chemin de fer du Grand Tronc en 1856. Cornwall s'est développée en tant que ville industrielle de premier plan à la fin du XIXe siècle en Ontario, produisant des textiles, de la pâte et du papier, et éventuellement des produits chimiques dans les années 1950 à 1975.
Le 19 novembre 1855, le Grand Tronc a été inauguré à travers Cornwall, de Sainte-Anne-de-Bellevue à Brockville, en voie large. Un train de passagers partant de Brockville pour se rendre à Montréal a été surnommé le « Moccasin » en raison des Autochtones qui utilisaient ce train pour vendre leur marchandise dans la ville. Cornwall était une gare située sur le côté nord de la 9e rue Est, là où se trouve aujourd'hui Sydney Street, juste au sud de l'intersection avec la 10e rue Est. La gare possédait également une salle des machines, une salle des marchandises et un hall de restauration.
Le Grand Tronc a continué à améliorer sa ligne principale et sa gare à Cornwall. Le 4 octobre 1873, la ligne principale du Grand Tronc a été convertie à l'écartement standard à l'ouest de Montréal, ce qui inclut les voies traversant Cornwall. En 1889, le Grand Tronc a doublé la voie de sa ligne principale de Bainsville (à la frontière avec le Québec) à Cornwall. En 1885, le Grand Tronc a construit une annexe au bâtiment de la gare de Cornwall, du côté est, qui est devenue les bureaux du douanier et de l'agent de fret. En 1896, un réservoir d'eau de 190 mètres cubes a été construit à la gare. Cependant, en butte à des difficultés financières, le Grand Tronc a été fusionné avec le Canadien National en 1923, et la ligne traversant Cornwall est devenue la subdivision Cornwall, aujourd'hui connue sous le nom de subdivision Kingston.
Pendant plus de 50 ans, les politiciens de Cornwall ont misé sur l'idée d'une Voie maritime du Saint-Laurent pour assurer la croissance et la prospérité de la région. Une commission conjointe du Canada et des États-Unis avait étudié l'idée en 1895, mais le projet est resté au point mort jusqu'en 1952, lorsque le Canada a adopté unilatéralement une loi sur le développement du Saint-Laurent. Le projet visait à fournir un port en eau profonde et les écluses d'un système de transport international. Le ministre des Transports Lionel Chevrier échoue dans les négociations pour les écluses, qui sont attribuées à Massena, dans l'État de New York. Le ministre insiste alors pour que le chenal nord soit dragué à une profondeur suffisante pour une éventuelle voie maritime pancanadienne avant de démissionner de l'Administration de la Voie maritime du Saint-Laurent en 1957. L'échec de la Voie maritime à attirer un terminal important à Cornwall a accéléré le transfert du trafic du rail et de l'eau combinés vers la route.
La construction de la Voie maritime a eu d'énormes répercussions sur le peuplement régional, entraînant le déplacement de milliers de résidents et obligeant les autorités à entreprendre des exercices de planification sophistiqués pour faire face aux changements. Des conseils de planification ont été créés pour superviser la construction de nouvelles villes et une opération a été lancée pour préserver un échantillon de bâtiments historiques. Le CN a déplacé la ligne principale après la construction de la Voie maritime, et c'est en mai 1957 que le premier train a circulé sur la ligne principale déplacée entre Cornwall et Cardinal. La nouvelle gare, de conception d'après-guerre avec un toit plat, se trouvait à l'extrémité nord de Station Road, à l'est de la Pitt Street, dans le nord de la ville. Il y avait trois voies d'évitement à l'emplacement de la gare, dont une voie d'évitement pour desservir un entrepôt qui serait construit plus tard. L'année suivante, en 1958, le CN a ouvert un embranchement de sa ligne principale entre Power Dam Drive et Cornwall Centre Road vers le sud jusqu'à la station de transmission d'Ontario Hydro.
Entre-temps, le premier excédent du CN depuis 1928, en 1952, a suscité l'optimisme de l'entreprise. Toutefois, à la fin des années 1950, le déclin économique, la baisse des revenus de fret et l'écart alarmant entre les coûts des matériaux et de la main-d'œuvre et les frais de transport ont entraîné un déficit. Le CN a exprimé son optimisme quant à l'adaptation aux nouvelles technologies et à une concurrence accrue, à l'abandon des services non rentables et à la recherche d'une meilleure efficacité.
L'optimisme des années 1950 s'est traduit par un renouveau du service voyageurs à grande échelle, qui a ensuite été réduit dans les années 1960 par la suppression de lignes et de services. Le CN a progressivement retiré son engagement envers les services voyageurs, et les abandons ont commencé à s'accélérer en 1969. Le CN a supprimé le service ferroviaire vers les petits centres régionaux autour de Cornwall en 1961, et le bureau express de la ville a fermé en 1980. Le nombre de passagers a diminué. En 1977, le CN a créé Via Rail Canada pour exploiter ses services voyageurs, qui est devenu une société fédérale distincte en avril 1978.
Entre janvier 2000 et septembre 2005, Via Rail a exploité le train "Enterprise" qui desservait la gare de Cornwall, le premier train de voyageurs de nuit mis en place depuis les réductions de service de 1990.

## Service des voyageurs

### Accueil
La gare ouvre 60 minutes avant l'arrivée du train et reste ouverte pendant 30 minutes après le départ du train. L'achat des billets doit se faire en ligne ou par téléphone. La gare dispose d'un téléphone payant et de toilettes. La gare est accessible aux fauteuils roulants, et un préavis de 48 heures est nécessaire pour les demandes d'élévateur à fauteuil roulant.

### Desserte
Cinq à six trains à destination de Montréal, ainsi que cinq à six trains à destination de Toronto s'arrêtent à la gare chaque jour.

### Intermodalité
Le stationnement extérieur est payant. La location de voitures est disponible chez Enterprise Rent-A-Car. Tip Top Veteran Taxi et Choice Taxi sont les deux compagnies de taxi qui desservent la ville. Des supports à vélos sont disponibles à la gare.
Cornwall Transit exploite le service de transport en commun local. La ligne 1 Pitt est une ligne d'autobus qui circule sur Pitt Street et Sydney Street entre le centre-ville, la gare ferroviaire et le nord de la ville. La ligne est en service en semaine entre 6h et 22h30, et le samedi entre 6h30 et 22h30. Aucun service n'est disponible le dimanche.